# Labruge
Labruge é uma povoação portuguesa sede da Freguesia de Labruge do Município de Vila do Conde, freguesia com 5,07 km² de área e 3000 habitantes (censo de 2021), tendo, por isso, uma densidade populacional de 591,7 hab./km².
Dista cerca de 18 km a norte da cidade do Porto e 11 km a sul da cidade de Vila do Conde – sede do município – junto ao oceano Atlântico, sendo a última freguesia a sul deste município banhada pelo oceano.
Tem como vizinhas mais próximas as freguesias de Vila Chã, a norte; Modivas, a este; Aveleda, a sudeste; e Lavra, localidade do Município de Matosinhos, a sul.

## Demografia
Nota: No ano de 1864 pertencia ao concelho de Bouças (atualmente Matosinhos), tendo passado para o atual por decreto de 18/10/1871.
A população registada nos censos foi:
| Distribuição da População por Grupos Etários | Distribuição da População por Grupos Etários | Distribuição da População por Grupos Etários | Distribuição da População por Grupos Etários | Distribuição da População por Grupos Etários |
| -------------------------------------------- | -------------------------------------------- | -------------------------------------------- | -------------------------------------------- | -------------------------------------------- |
| Ano                                          | 0-14 Anos                                    | 15-24 Anos                                   | 25-64 Anos                                   | > 65 Anos                                    |
| 2001                                         | 404                                          | 335                                          | 1394                                         | 339                                          |
| 2011                                         | 409                                          | 283                                          | 1655                                         | 459                                          |
| 2021                                         | 429                                          | 254                                          | 1680                                         | 637                                          |

## Património
- Castro de São Paio, são ruínas de uma povoação piscatória pré-romana (única em Portugal) que está situado nesta freguesia. Realça-se a existência, na proximidade, de penedos utilizados para a fabricação de machados, de pedra polida. Atualmente está em execução um programa de valorização.
- Azenhas do Rio Onda; moinho da Restina e moinho da Fábrica.
- Aldeia de Calvelhe
- Leira das Mamoas
- Campo das Antas
- Igreja Matriz de Labruge

## Festas e Romarias
- Santo Amaro (dia 15 de janeiro-Data Litúrgica do santo)
- São Paio (dia 26 de junho, na sua capela junto à praia de Moreiró)
- São Tiago (dia 25 de julho ou no domingo a seguir)

## História
Labruge fez parte de Terras da Maia até 1836, ano em que passou para o concelho de Vila do Conde. Mais tarde, a 24 de outubro de 1855, com a divisão territorial, Labruge passou a pertencer ao recém-criado concelho de Bouças até 18 de outubro de 1871, data em que passa a integrar o concelho (atual município) de Vila do Conde.

## Heráldica
A bandeira de Labruge:
- Fundo amarelo, predominância da cor mais significativa da heráldica (vieiras)
- Vieiras: alusão ao orago da freguesia – S. Tiago
- Espiga de trigo: a fertilidade da terra
- Ondas azul e verde: o mar a poente e o rio a sul
- Coroa mural com três torres: indica tratar-se de uma freguesia.

## Junta e paróquia
A Junta de Freguesia é liderada por André Filipe Moreira dos Santos Araújo.
A paróquia de S. Tiago de Labruge tem por pastor o Padre José Domingues, natural da vizinha freguesia de Lavra mas que adoptou Labruge como sua terra natal.

## Centro Social e Paroquial de Labruge

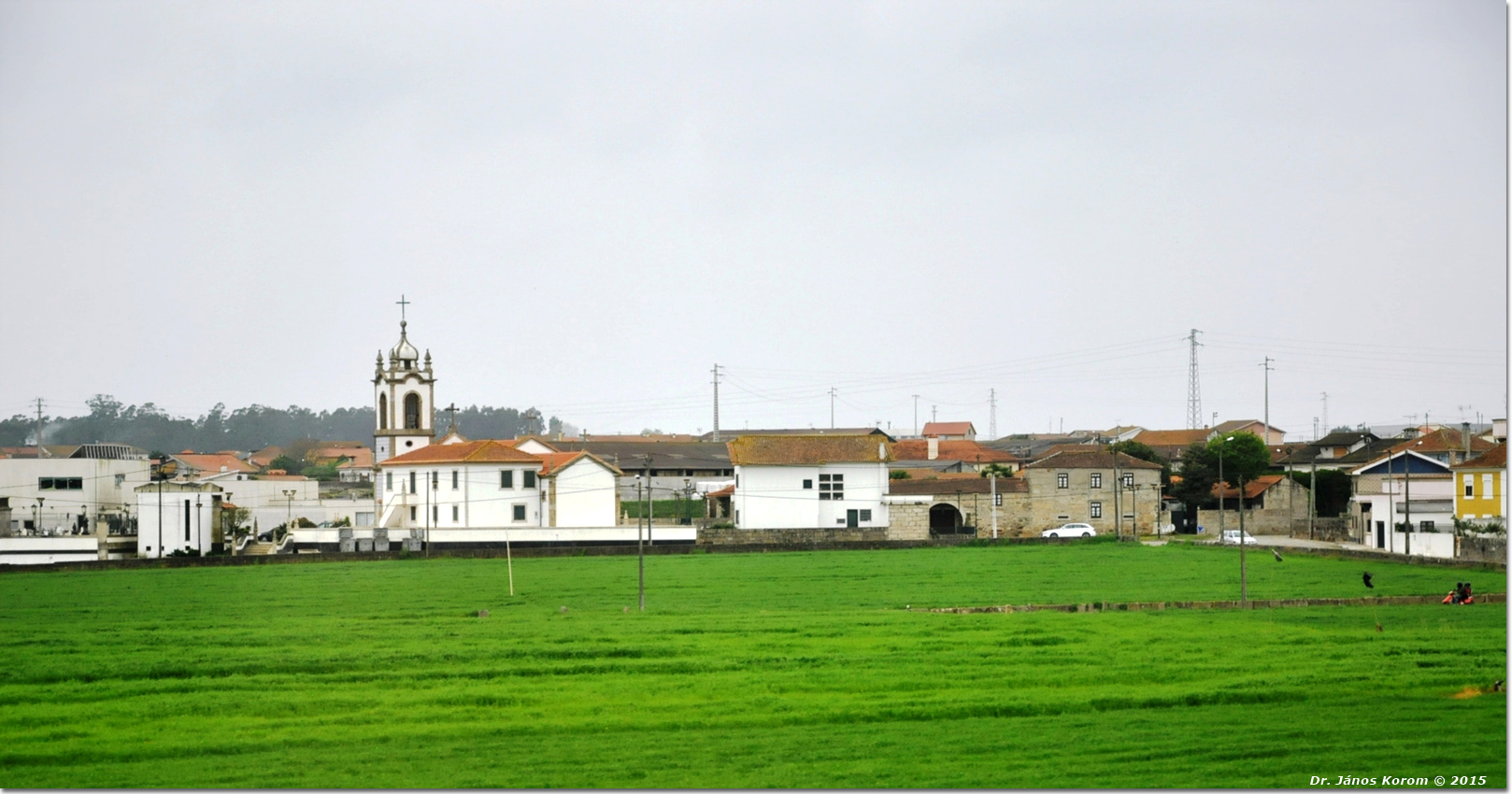
Igreja Paroquial de Labruge

O Centro Social e Paroquial de Labruge é uma Instituição Particular de Solidariedade Social, registada pela inscrição n.º 25/96 do Livro n.º 5 das Fundações de Solidariedade Social, com personalidade jurídica atribuída pelos Estatutos aprovados pelos Serviços Eclesiásticos do Bispado do Porto e reconhecida como Pessoa Coletiva de Utilidade Pública. 
Sendo o seu fim a contribuição para a promoção integral de todos os habitantes, coadjuvando os serviços públicos competentes com as instituições particulares num espírito de solidariedade humana, cristã e social.

## Toponímia
Para a origem toponímica da freguesia existem várias hipóteses, sendo algumas delas pouco credíveis. 
A que oferece maior crédito, pertence ao linguísta português, José Pedro Machado, que defendia que o étimo de Labruge é Labrugia, topónimo latinizado de origem incerta que, com o passar dos tempos, se terá transformado no nome «labruge» . Em português arcaico, «labruge» significa «loureiro», sendo que esta toponímia encontra paralelos nos topónimos Labruja e Labrujó, os quais têm a mesma origem etimológica.
Outra tese etimológica toca a um sacerdote, do século XIX, que definia a sua origem como Labrica por em tempos remotos ter vivido aqui o povo labricano. 
Outro sacerdote atribuiu a sua origem a "labore" - do latim trabalho, obra, por considerar os seus paroquianos pessoas de trabalho. Uma que poderia ser mais viável seria a junção de "arrugio"(regato, pequeno rio) com Lavra (freguesia vizinha do concelho de Matosinhos) de que resultaria Labruge não fosse o termo "arrugio" um termo muito usado no Sul de Portugal e não no Norte. 
Há outra tese ainda que aponta para que o nome da freguesia de Labruge foi-lhe emprestado pelo rio Onda, que nasce na freguesia de Guilhabreu, na "Poça do Inferno", e onde é conhecido por rio de Moures, embora vá assumindo vários e diferentes nomes ao longo do seu percurso, conforme a localidade que atravessa. Esta pequena linha de água corre terras de Malta, Vilar e de Modivas até chegar a Labruge. A origem do nome desta freguesia é desconhecida, apesar das várias alusões a hipotéticas origens que obtêm algum peso quando ditas por alguém, em princípio, com um nível sociocultural acima dos fregueses que o ouvem. Algumas das possíveis origens foram avançadas sem qualquer rigor ou força histórica. Desde Labrica até labore tudo serve para tentar justificar o que de todo se desconhece.

## Praias
- Praia de Labruge